# Convento di Bellona
Il Convento di Bellona è un edificio situato sulla sommità del monte Rageto a 292 m s.l.m. nel territorio di Bellona, comune della provincia di Caserta. L’edificio è dedicato a Maria SS. di Gerusalemme, patrona di Bellona.
Il monte, in ragione delle acque che da esso sgorgano, era chiamato dai Longobardi "Monte sgorgante acque". I suoi piedi sono lambiti dalle acque del fiume Volturno.

## Storia
All'epoca della prima crociata molti condottieri cristiani si recarono in Terra santa per liberare il santo Sepolcro di Gesù Cristo dal dominio dei turchi. Era l'anno 1096 e Riccardo II, principe di Capua, non poté parteciparvi perché trattenuto in patria a causa dell'assedio che Landone, conte di Teano, aveva posto alla città. Una volta vinta la guerra contro Landone, Riccardo II fece erigere nel 1099 sul monte Rageto, di sua proprietà, una piccola cappella che intitolò "Sancta Jerusalemm" in onore della città che egli avrebbe voluto liberare dal dominio turco.
Fatti che trovano testimonianza in un documento del 1109 di Roberto I, principe di Capua, nel quale si legge: "In monte qui vocatur Rageto ecclesia quae vocatur Sancta Jerusalemm" (sul monte chiamato Rageto (vi è) una chiesa chiamata Santa Gerusalemme).
Dopo oltre due secoli il tempio si trovava in un forte stato di abbandono e rovina. Nel 1419 il bellonese Priamo Marra decise di restaurare la cappella, riportandola al suo antico splendore. Durante i lavori di restauro il Marra fece dipingere sulla parete sinistra una Madonna che sosteneva con il braccio destro il Bambino e con il sinistro una croce.
Non trascorsero molti anni che la cappella cadde di nuovo nell'abbandono a causa delle continue lotte politiche che devastarono tutto il territorio campano. Pertanto l'opera distruttrice del tempo la ridusse a quasi ad un rudere.
Nel 1534 l'immagine della Vergine apparve in sogno più volte ad una pastorella bellonese Antonia Fusco, indicandole l'esatto punto dove l'antica cappella risultava ricoperta da erbacce e da rovi. 
Nel 1539 numerosi fatti prodigiosi convincono il clero di Capua ad affidare la custodia della cappella, unitamente a 24 moggia di terreno, all'ordine religioso dei padri serviti detti anche servi di Maria, i quali si impegnarono ivi alla costruzione del convento; lavori che iniziarono nello stesso anno. 
A causa del culto sempre più fervente per la sacra immagine da parte degli abitanti di Bellona e dei paesi vicini, l'opera dei padri serviti fu sostenuta dal popolo con questue e donazioni.
La donazione che più di tutte suscitò clamore fu quella della duchessa di Maddaloni Roberta Carafa che, nel 1585, donò come ex voto ai religiosi 230 moggia di terreno per essere stata guarita dalla Madonna, da una paralisi alla gamba destra a causa di una caduta da cavallo, mentre si recava da Napoli a Lecce per porgere l'estremo saluto al consorte Diomede Carafa. Donazione che provoca una forte accelerazione ai lavori di costruzione del convento, la cui struttura viene realizzata senza intaccare minimamente l'antica chiesetta, la quale viene inglobata all'interno della nuova architettura. Con una successiva donazione in denaro da parte della duchessa, fu ampliato il giardino interno al convento e restaurato l'antico chiostro. 
Il progetto dell'intero complesso fu eseguito dall'architetto capuano Ambrogio Attendolo, e i lavori terminarono nel 1607.